# Colonia de Virginia
La colonia de Virginia, cartografiada en 1606 y asentada en 1607, fue el primer asentamiento permanente inglés en Norteamérica, después de varios intentos fallidos en Terranova —a cargo de Humphrey Gilbert en 1583— y en la isla Roanoke por Walter Raleigh a finales de la misma década.
El fundador de la colonia fue la Compañía de Virginia y sus dos primeros establecimientos fueron Jamestown, a la ribera del río James, y la colonia de Popham, a orillas del río Kennebec, en el actual estado de Maine, ambas en 1607. La colonia de Popham rápidamente fracasó debido a una hambruna, a las enfermedades y a un conflicto con los Nativo Americanos (la confederación Powhatan) en los dos primeros años. Jamestown estuvo también a punto de fracasar pero se salvó gracias a la llegada de provisiones y nuevos colonos. En la colonia de Virginia, el tabaco se convirtió en el negocio por antonomasia y produjo a los colonos cuantiosos beneficios.
En 1624, la carta de la compañía de Virginia fue revocada por el rey Jaime I, y la colonia de Virginia fue transferida a la propiedad de la Corona, como colonia real. Después de la guerra civil inglesa, a mediados del siglo XVII, la colonia de Virginia fue apodada por el rey Carlos II como El viejo dominio por su lealtad a la monarquía inglesa.

## Historia
Aunque España, Francia, Suecia y los Países Bajos tenían reclamos sobre la región, ninguno pudo impedir que se convirtieran en la primera potencia europea en colonizar con éxito la costa del Atlántico Medio. Los intentos anteriores habían sido realizados por los españoles en lo que hoy es Georgia (San Miguel de Gualdape, 1526–27; varias misiones españolas en Georgia entre 1568 y 1684, la última destruida en la Isla Sapelo), Carolina del Sur (Santa Elena, 1566–87), Carolina del Norte (Joara, 1567–68) y Virginia (Misión de Ajacán, 1570–71); y por los franceses en Carolina del Sur (Charlesfort, 1562–63). Más al sur, la colonia española de Florida, centrada en San Agustín, se estableció en 1565, mientras que al norte, los franceses establecían asentamientos en lo que hoy es Canadá (Charlesbourg-Royal ocupó brevemente 1541–43; Port Royal (Nueva Escocia), establecido en 1605).

### Intentos de colonización isabelina en el Nuevo Mundo (1584-1590)
En 1585, Walter Raleigh envió su primera misión de colonización a la isla de Roanoke (en la actual Carolina del Norte), con más de 100 colonos. Sin embargo, cuando Francis Drake llegó a la colonia en el verano de 1586, los colonos optaron por regresar a Inglaterra, debido a la falta de barcos de suministros, abandonando la colonia. Los barcos de suministros llegaron a la ahora abandonada colonia más tarde en 1586; Quedaron 15 soldados atrás para sostener la isla, sin embargo, no se encontró ningún rastro de estos hombres.
En 1587, Raleigh envió a otro grupo para intentar nuevamente establecer un asentamiento permanente. El líder de la expedición, John White, regresó a Inglaterra para comprar suministros ese mismo año, pero no pudo regresar a la colonia debido a la guerra entre Inglaterra y España. Cuando finalmente regresó en 1590, encontró la colonia abandonada. Las casas estaban intactas, pero los colonos habían desaparecido por completo. Aunque hay varias teorías sobre el destino de la colonia, sigue siendo un misterio y ha llegado a ser conocida como la "colonia perdida". Dos niños ingleses nacieron en esta colonia; la primera fue llamada Virginia Dare- el Condado de Dare, Carolina del Norte, fue nombrada en honor del bebé, quien se encontraba entre aquellos cuyo destino se desconoce. La palabra croatoan fue encontrado tallado en un árbol, el nombre de una tribu en una isla cercana.

### Compañía de Virginia (1606–1624)
Tras el fracaso de los intentos de colonización anteriores, Inglaterra reanudó los intentos de establecer una serie de colonias. Esta vez se utilizaron sociedades anónimas en lugar de otorgar grandes subvenciones a un propietario de tierras como Gilbert o Raleigh.

#### Carta de 1606: creación de las compañías de Londres y Plymouth
El rey Jacobo I de Inglaterra otorgó un estatuto de propiedad a dos sucursales en competencia de la Compañía de Virginia, que contaban con el respaldo de inversionistas. Estas fueron la Compañía Plymouth y la Compañía de Londres. Según los términos de la carta, a la Compañía de Plymouth se le permitió establecer una colonia de 100 millas (160 km) cuadradas entre el paralelo 38 y el paralelo 45 (aproximadamente entre la Bahía de Chesapeake y la actual frontera entre EE. UU. Y Canadá) y a la Compañía de Londres se le permitió establecer una entre el paralelo 34 y el paralelo 41 (aproximadamente entre Cape Fear y Long Island Sound). En el área de superposición, a las dos compañías no se les permitió establecer colonias a menos de cien millas una de la otra. Durante 1606, cada compañía organizó expediciones para establecer asentamientos dentro del área de sus derechos.
La Compañía de Londres fundó Jamestown en su territorio exclusivo, mientras que la Compañía de Plymouth estableció la colonia de Popham en su territorio exclusivo cerca de lo que hoy es Phippsburg, Maine.

#### Jamestown y la Compañía de Londres
La Compañía de Londres contrató al Capitán Christopher Newport para dirigir su expedición. El 20 de diciembre de 1606, zarpó de Inglaterra con su buque insignia, el Susan Constant, y dos barcos más pequeños, el Godspeed y el Discovery, con 105 hombres y niños, además de 39 marineros. [14] Después de un inusualmente largo viaje de 144 días, llegaron a la desembocadura de la Bahía de Chesapeake y desembarcaron en el punto donde el lado sur de la bahía se encuentra con el Océano Atlántico, un evento que se conoce como el "Primer Desembarco". Erigieron una cruz y nombraron el punto de tierra cabo Henry, en honor a Enrique Estuardo, Príncipe de Gales, el hijo mayor del rey Jacobo I.
Sus instrucciones fueron seleccionar un lugar en el interior a lo largo de una vía fluvial donde serían menos vulnerables a los españoles u otros europeos que también buscaban establecer colonias. Navegaron hacia el oeste hasta la bahía y llegaron a la desembocadura de Hampton Roads, deteniéndose en un lugar ahora conocido como Old Point Comfort. Manteniendo la costa a su derecha, se aventuraron hasta el río más grande, al que llamaron James, por su rey. Después de explorar al menos tanto río arriba como la confluencia del río Appomattox en el actual Hopewell, regresaron río abajo a la isla Jamestown, que ofreció una posición defensiva favorable contra las naves enemigas y el anclaje de aguas profundas adyacentes a la tierra. En dos semanas, habían construido su primer fuerte y llamaron a su asentamiento Jamestown.
Además de asegurar el oro y otros minerales preciosos para enviar a los inversores que esperaban en Inglaterra, el plan de supervivencia para los colonos de Jamestown dependía de los suministros regulares de Inglaterra y del comercio con los nativos americanos. La ubicación que seleccionaron estaba aislada en gran parte del territorio continental y ofrecía poco partido para la caza, sin agua potable y un terreno muy limitado para la agricultura. El capitán Newport regresó a Inglaterra dos veces, entregando las misiones First Supply y Second Supply durante 1608, y abandonando el Discovery para el uso de los colonos. Sin embargo, la muerte por enfermedad y los conflictos con los nativos causaron una terrible carga a los colonos. A pesar de los intentos de extraer minerales, cultivar seda y exportar el tabaco nativo de Virginia, no se identificaron exportaciones rentables, y no estaba claro si el asentamiento sobreviviría financieramente.

#### Confederación Powhatan
La Confederación Powhatan fue una confederación de numerosas tribus relacionadas lingüísticamente en la parte oriental de Virginia. La Confederación Powhatan controlaba un territorio conocido como Tsenacommacah, que se correspondía aproximadamente con la región de Tidewater en Virginia. Fue en este territorio que los ingleses establecieron Jamestown. En el momento de la llegada de los ingleses, los Powhatan eran dirigidos por el jefe supremo, Wahunsonacock.

#### Colonia de Popham y compañía de Plymouth
El 31 de mayo de 1607, cerca de 100 hombres y niños abandonaron Inglaterra por lo que hoy es Maine. Aproximadamente tres meses después, el grupo desembarco en una península boscosa donde el río Kennebec se encuentra con el Océano Atlántico y comenzó a construir Fort St. George. Al final del año, debido a los recursos limitados, la mitad de los colonos regresaron a Inglaterra. A fines del año siguiente, los 45 restantes se fueron a casa, y la compañía de Plymouth quedó inactiva.

#### Carta de 1609: la compañía de Londres se expande
En 1609, con el abandono del asentamiento de la Compañía de Plymouth, la carta de Virginia de la Compañía de London se ajustó para incluir el territorio al norte del paralelo 34 y al sur del paralelo 39, con su concesión costera original extendida "de mar a mar". Así, al menos de acuerdo con la carta de Jacobo I, la colonia de Virginia en su sentido original se extendió a la costa del Océano Pacífico, hasta lo que hoy es California, con todos los estados intermedios (Kentucky, Misuri, Colorado, Utahetc.) pertenecientes a Virginia. Sin embargo, para propósitos prácticos, los colonos rara vez se aventuraron en el interior de lo que se conoció como "El desierto de Virginia", aunque el concepto en sí ayudó a renovar el interés de los inversionistas, y los fondos adicionales permitieron un esfuerzo ampliado, conocido como el  Tercera Flota de Suministro.

#### 1609:  Tercera Flota de Suministro y Bermudas
Para la Tercera Flota de Suministro, la Compañía de Londres tenía un nuevo barco construido. El Sea Venture fue diseñado específicamente para la emigración de colonos adicionales y el transporte de suministros. Se convirtió en el buque insignia del almirante del convoy, George Somers. La Tercera Flota de Suministro fue la más grande misión de entrega de suministros hasta la fecha, con otros ocho barcos que se unieron al Sea Venture. El nuevo Capitán de la empresa marítima fue el vicealmirante de la misión, Christopher Newport. Cientos de nuevos colonos estaban a bordo de los barcos. Sin embargo, el clima iba a afectar drásticamente la misión.
A pocos días de Londres, los nueve barcos de la Tercera Flota de Suministro se encontraron con un huracán masivo en el Océano Atlántico. Se separaron durante los tres días que duró la tormenta. El almirante Somers tenía el nuevo Sea Venture, que llevaba la mayor parte de los suministros de la misión, encallado deliberadamente en los arrecifes de las Bermudas para evitar el hundimiento. Sin embargo, si bien no hubo pérdidas de vidas, el barco sufrió daños irreparables, dejando a sus sobrevivientes en el archipiélago deshabitado, al que reclamaron Inglaterra.
Los sobrevivientes en Bermudas finalmente construyeron dos barcos más pequeños y la mayoría de ellos continuaron a Jamestown, dejando algunos en Bermudas para asegurar el reclamo. La posesión de Bermudas por parte de la Compañía se hizo oficial en 1612, cuando el tercer y último estatuto extendió los límites de 'Virginia' lo suficientemente lejos como para abarcar Bermudas. Bermudas también se conoce oficialmente como The Somers Isles (en conmemoración del Almirante Somers). Los accionistas de la Compañía de Virginia escindieron una segunda compañía, Somers Isles Company, que administró Bermudas desde 1615 hasta 1684.
A su llegada a Jamestown, los sobrevivientes del Sea Venture descubrieron que el retraso de 10 meses había agravado mucho otras condiciones adversas. Siete de los otros barcos habían llegado con más colonos, pero poco en cuanto a alimentos y suministros. Combinada con una sequía y relaciones hostiles con los nativos americanos, la pérdida de los suministros que se habían realizado a bordo del Sea Venture provocó la hambruna de finales de 1609 a mayo de 1610, durante el cual más del 80% de los colonos perecieron. Las condiciones eran tan adversas que parece, a partir de la evidencia esquelética, que los sobrevivientes se involucraron en el canibalismo. Los sobrevivientes de Bermudas habían traído pocos suministros y alimentos, y a todos les parecía que Jamestown debía ser abandonado y que sería necesario regresar a Inglaterra.

#### Abandono y Cuarta misión
Samuel Argall fue el capitán de uno de los siete barcos del Tercera flota de Suministros que había llegado a Jamestown en 1609 después de haberse separado del Sea Venture, cuyo destino era desconocido. Dejando a sus pasajeros y suministros limitados, regresó a Inglaterra con la noticia de la difícil situación de los colonos en Jamestown. El Rey autorizó a otro líder, Thomas West, 3.er Barón De La Warr, más tarde conocido como "Lord Delaware", a tener mayores poderes, y la Compañía de Londres organizó otra misión de suministro. Zarparon de Londres el 1 de abril de 1610.
Justo después de que los sobrevivientes de la hambruna y los que se habían unido a ellos desde Bermudas abandonaron Jamestown, los barcos de la nueva misión de suministro navegaron por el río James con comida, suministros, un médico y más colonos. Lord Delaware estaba determinado a que la colonia sobreviviera, e interceptó a los barcos que partían a unas 10 millas (16 km) río abajo de Jamestown. Los colonos agradecieron a la Providencia por la salvación de la colonia.
West se mostró mucho más áspero y más beligerante hacia los indios que cualquiera de sus predecesores, participando en guerras de conquista contra ellos. Primero envió a Gates a expulsar a los Kecoughtan de su aldea el 9 de julio de 1610, luego dio un ultimátum al Jefe Powhatan para que devolviera todos los súbditos y propiedades inglesas, o se enfrentara a la guerra. Powhatan respondió insistiendo en que los ingleses se quedaran en su fortaleza o abandonaran Virginia. Enfurecido, De la Warr cortó la mano de un prisionero de Paspahegh y lo envió al jefe supremo con otro ultimátum: Devuelva todos los súbditos y bienes ingleses, o las aldeas vecinas serían quemadas. Esta vez, Powhatan ni siquiera respondió.

#### Primera Guerra Anglo-Powhatan (1610-1614), John Rolfe y Pocahontas
El 9 de agosto de 1610, cansado de esperar una respuesta de Powhatan, West envió a George Percy con 70 hombres a atacar la capital de Paspahegh, quemando las casas y cortando sus campos de maíz. Mataron de 65 a 75 personas, y capturaron a una de las esposas de Wowinchopunk y sus hijos. Al regresar río abajo, los ingleses arrojaron a los niños por la borda y dispararon a "sus Braynes en el agua". La reina fue puesta a la espada en Jamestown. Los Paspahegh nunca se recuperaron de este ataque y abandonaron su ciudad. Otra pequeña fuerza enviada con Samuel Argall contra los Warraskoyaks encontró que ya habían huido, pero también destruyó su aldea abandonada y los campos de maíz. Este evento desencadenó la Primera guerra Anglo-Powhatan.
Entre las personas que habían abandonado brevemente Jamestown se encontraba John Rolfe, un sobreviviente del Sea Venture que había perdido a su esposa e hijo en las Bermudas. Era un hombre de negocios de Londres que llevaba consigo algunas semillas no probadas para nuevas y más dulces variedades de tabaco, así como algunas ideas de marketing sin probar. Resultaría que John Rolfe tenía la clave del éxito económico de la colonia. Para 1612, las nuevas variedades de tabaco de Rolfe se habían cultivado y exportado con éxito, estableciendo un primer cultivo comercial para la exportación. Surgieron plantaciones y nuevos puestos de avanzada, inicialmente río arriba y río abajo a lo largo de la parte navegable del James, y luego a lo largo de los otros ríos y vías fluviales de la zona. El asentamiento en Jamestown finalmente podría considerarse permanentemente establecido.
Un período de paz siguió al matrimonio en 1614 del colono John Rolfe con Pocahontas, la hija del jefe Powhatan.

#### Segunda guerra anglo-powhatana (1622-1632)

##### Masacre india de 1622
Las relaciones con los nativos empeoraron después de la muerte de Pocahontas en Inglaterra y el regreso de John Rolfe y otros líderes coloniales en mayo de 1617. Las enfermedades, las malas cosechas y la creciente demanda de tierras para el cultivo del tabaco hicieron que aumentaran las hostilidades.
Después de la muerte de Wahunsenacawh en 1618, pronto fue sucedido por su propio hermano menor, Opechancanough. Mantuvo relaciones amistosas con la colonia superficialmente, negociando con ellos a través de su guerrero Nemattanew, pero para 1622, después de que Nemattanew fuese asesinado, Opechancanough estaba listo para ordenar un ataque sorpresa limitado contra ellos, con la esperanza de persuadirlos para que siguieran adelante y se establecieran en otra parte.
El jefe Opechancanough organizó y dirigió una serie bien coordinada de ataques por sorpresa en múltiples asentamientos ingleses a lo largo de ambos lados de un tramo de 50 millas (80 km) del río James, que tuvo lugar temprano en la mañana del 22 de marzo de 1622. El evento se conoció como la Masacre india de 1622 y causó la muerte de 347 colonos (incluidos hombres, mujeres y niños) y el secuestro de muchos otros. La Masacre tomó por sorpresa a la mayor parte de la Colonia de Virginia y prácticamente eliminó a varias comunidades enteras, como Henricus y Wolstenholme Town en Martin's Hundred.
Jamestown se salvó de la destrucción, debido a un niño indio de Virginia llamado Chanco que, después de enterarse de los ataques planeados de su hermano, advirtió al colono Richard Pace con quien vivía. Pace, después de asegurarse a sí mismo y a sus vecinos en el lado sur del río James, tomó una canoa para cruzar el río para advertir a Jamestown, que escapó por poco de la destrucción, aunque no hubo tiempo para advertir a los otros asentamientos.
Un año más tarde, el capitán William Tucker y el Dr. John Potts elaboraron una tregua con el Powhatan y propusieron un brindis con licor mezclado con veneno. El veneno mató o enfermó a 200 indios de Virginia y 50 más fueron asesinados por los colonos. Durante más de una década, los colonos ingleses mataron a hombres y mujeres de Powhatan, capturaron niños y arrasaron aldeas sistemáticamente, aprovechando o destruyendo cultivos.
Para 1634, se completó una empalizada de seis millas de largo en la península de Virginia. La nueva empalizada proporcionó cierta seguridad frente a los ataques de los indios de Virginia para los colonos que cultivan y pescan en la península desde ese punto.
El 18 de abril de 1644, Opechancanough intentó nuevamente forzar a los colonos a abandonar la región con otra serie de ataques coordinados, matando a casi 500 colonos. Sin embargo, esta fue una porción mucho menos devastadora de la creciente población de lo que había sido el caso en los ataques de 1622.
Las fuerzas del gobernador real de Virginia, William Berkeley, capturaron al viejo guerrero en 1646, que se cree que tenía entre 90 y 100 años. En octubre, mientras estaba prisionero, Opechancanough fue asesinado por un soldado (disparo en la espalda) asignado para protegerlo.

### Colonia de la corona (1624-1652)
En 1620, un sucesor de la Compañía Plymouth envió colonos al Nuevo Mundo a bordo del Mayflower. Conocidos como peregrinos, establecieron con éxito un asentamiento en lo que se convirtió en Massachusetts. La parte de lo que había sido Virginia al norte del paralelo 40 se conoció como Nueva Inglaterra, según los libros escritos por el Capitán John Smith, que había hecho un viaje allí.
En 1624, el rey Jacobo I revocó la carta de la Compañía de Virginia y la Colonia de Virginia se transfirió a la autoridad real en forma de una colonia de la corona. Las cartas subsiguientes para la Colonia de Maryland en 1632 y para los ocho señores propietarios de la Provincia de Carolina en 1663 y 1665 redujeron aún más la Colonia de Virginia a aproximadamente las fronteras costeras que mantuvo hasta la Revolución Americana. (La frontera exacta con Carolina del Norte se disputó hasta que fue examinada por William Byrd II en 1728).

#### Tercera guerra anglo-powhatana (1644-1646)
Después de doce años de paz después de las Guerras Indias de 1622–1632, otra Guerra Anglo–Powhatan comenzó el 18 de marzo de 1644, como último esfuerzo de los remanentes de la Confederación Powhatan, aún bajo Opechancanough, para desalojar a los colonos ingleses de Virginia. Alrededor de 500 colonos murieron, pero ese número representó un porcentaje relativamente bajo de la población en general, en oposición a la masacre anterior (el ataque de 1622 había aniquilado a una tercera parte; el de 1644, apenas una décima). Sin embargo, Opechancanough, que sigue prefiriendo usar las tácticas Powhatan, no hizo ningún seguimiento importante de este ataque.
Esto fue seguido por un último esfuerzo por los colonos para diezmar a los Powhatan. En julio, marcharon contra Pamunkey, Chickahominy y Powhatan; y al sur del James, contra Appomattoc, Weyanoke, Warraskoyak y Nansemond, así como dos tribus de Carolina, Chowanoke y Secotan.
En febrero de 1645, la colonia ordenó la construcción de tres fuertes fronterizos: Fort Charles en las cataratas del James, Fort James en Chickahominy y Fort Royal en las cataratas del York. En agosto, el gobernador William Berkeley asaltó la fortaleza de Opechancanough y lo capturó. Todos los hombres capturados en el pueblo mayores de 11 años fueron deportados a la isla de Tánger. Opechancanough, de alrededor de 92 años, fue llevado a Jamestown donde un guardia le disparó por la espalda. La muerte de Opechancanough resultó en la desintegración de la Confederación Powhatan en sus tribus componentes, a quienes los colonos continuaron atacando. En marzo de 1646, la colonia decidió construir una cuarta frontera, Fort Henry, en las cataratas del Appomattox, donde se encuentra la moderna ciudad de Petersburgo.

#### Tratado de 1646
En el tratado de paz de octubre de 1646, la nueva weroance, Necotowance y las subtribus anteriormente en la Confederación, se convirtieron en tributarias del Rey de Inglaterra. Al mismo tiempo, se trazó una frontera racial entre los asentamientos indio e inglés, y los miembros de cada grupo tenían prohibido cruzar al otro lado, excepto por un pase especial obtenido en uno de los fuertes fronterizos recién erigidos. La extensión de la colonia de Virginia abierta a patentes por los colonos ingleses se definió como: Toda la tierra entre los ríos Blackwater y York, y hasta el punto navegable de cada uno de los ríos principales, que estaban conectados por una línea recta que va directamente desde el moderno Franklin on the Blackwater, hacia el noroeste hasta el pueblo de Appomattoc, al lado de Fort Henry, y continúa en la misma dirección hacia el pueblo de Monocan por encima de las cataratas del James, donde se construyó el Fuerte Charles, luego giró a la derecha, al Fuerte Real en el río York (Pamunkey). Necotowance cedió así las vastas extensiones inglesas de tierra aún sin colonizar, en gran parte entre el James y Blackwater. Los asentamientos ingleses en la península al norte de York y debajo del Poropotank también estaban permitidos, ya que habían estado allí desde 1640.

### Guerra civil inglesa y mancomunidad (1642-1660)
Mientras las colonias puritanas más nuevas, sobre todo Massachusetts, estaban dominadas por parlamentarios, las colonias más antiguas se pusieron del lado de la Corona. Los dos asentamientos de la Compañía de Virginia, Virginia y las Bermudas (los puritanos independientes de las Bermudas fueron expulsados como los Aventureros Eleutheranos, estableciendo las Bahamas bajo William Sayle), Antigua y Barbados destacaron por su lealtad a la Corona, y fueron señalados por el Parlamento Rabadilla en Una Ley para prohibir el comercio con las Barbados, Virginia, Bermudas y Antego en octubre de 1650.
La población de Virginia se hinchó con los Cavaliers durante y después de la guerra civil inglesa. A pesar de la resistencia de los Virginia Cavaliers, el puritano virginiano Richard Bennett fue nombrado gobernador en respuesta a Cromwell en 1652, seguido de otros dos "Gobernadores de la Mancomunidad" nominales más. Sin embargo, la colonia fue recompensada por su lealtad a la Corona por Carlos II después de la Restauración cuando la llamó el Viejo Dominio.

### Restauración de la colonia de la corona (1660–1775)
Con la Restauración en 1660, la Gobernación volvió a su anterior titular, William Berkeley.
En 1676, la Rebelión de Bacon desafió el orden político de la colonia. Si bien fue un fracaso militar, su manejo dio lugar a que el gobernador Berkeley fuera llamado a Inglaterra.
En 1679 se firmó el Tratado de Plantación Media.

#### Era de Williamsburg
La más grande, rica e influyente de las colonias americanas fue Virginia, donde los conservadores tenían el control total de los gobiernos coloniales y locales. A nivel local, las parroquias de la Iglesia de Inglaterra manejaban muchos asuntos locales y, a su vez, estaban controladas no por el ministro, sino por un círculo cerrado de ricos terratenientes que formaban parte de la junta parroquial. Ronald L. Heinemann enfatiza el conservadurismo ideológico de Virginia, y señaló que también hubo disidentes religiosos que ganaron fuerza en la década de 1760:
"Los cultivadores de tabaco y los agricultores de Virginia se adhirieron al concepto de una sociedad jerárquica que ellos o sus ancestros habían traído de Inglaterra. La mayoría sostuvo la idea general de una Gran Cadena de Ser: en la parte superior estaban Dios y su anfitrión celestial; luego vinieron los reyes ... quienes fueron sancionados divinamente para gobernar, luego una aristocracia hereditaria a la que siguieron en orden decreciente los ricos campesinos, pequeños agricultores independientes, arrendatarios, criados ... Las aspiraciones a elevarse por encima de la estación de la vida eran considerado un pecado."
En la práctica real, la Virginia colonial nunca tuvo un obispo para representar a Dios ni una aristocracia hereditaria con títulos como "duque" o "barón". Sin embargo, tenía un gobernador real nombrado por el rey, así como una poderosa y nobleza terrateniente. El statu quo fue fuertemente reforzado por lo que Jefferson llamó "distinciones feudales y antinaturales" que eran vitales para el mantenimiento de la aristocracia en Virginia. Apuntó a leyes tales como la vinculación y la primogenitura por las cuales el hijo mayor heredó toda la tierra. Como resultado, las plantaciones cada vez más grandes, trabajadas por granjeros blancos y por esclavos negros, ganaron en tamaño, riqueza y poder político en las áreas de tabaco del este ("Tidewater"). Maryland y Carolina del Sur tenían sistemas jerárquicos similares, al igual que Nueva York y Pensilvania. Durante la era revolucionaria, todas las leyes fueron revocadas por los nuevos estados. Los leales más fervientes se fueron a Canadá o Gran Bretaña u otras partes del Imperio. Introdujeron la primogenitura en el Alto Canadá (Ontario) en 1792, y duró hasta 1851. Tales leyes duraron en Inglaterra hasta 1926.